# Campanula sulphurea
Campanula sulphurea är en klockväxtart som beskrevs av Pierre Edmond Boissier. Campanula sulphurea ingår i släktet blåklockor, och familjen klockväxter. Inga underarter finns listade i Catalogue of Life.

## Bildgalleri

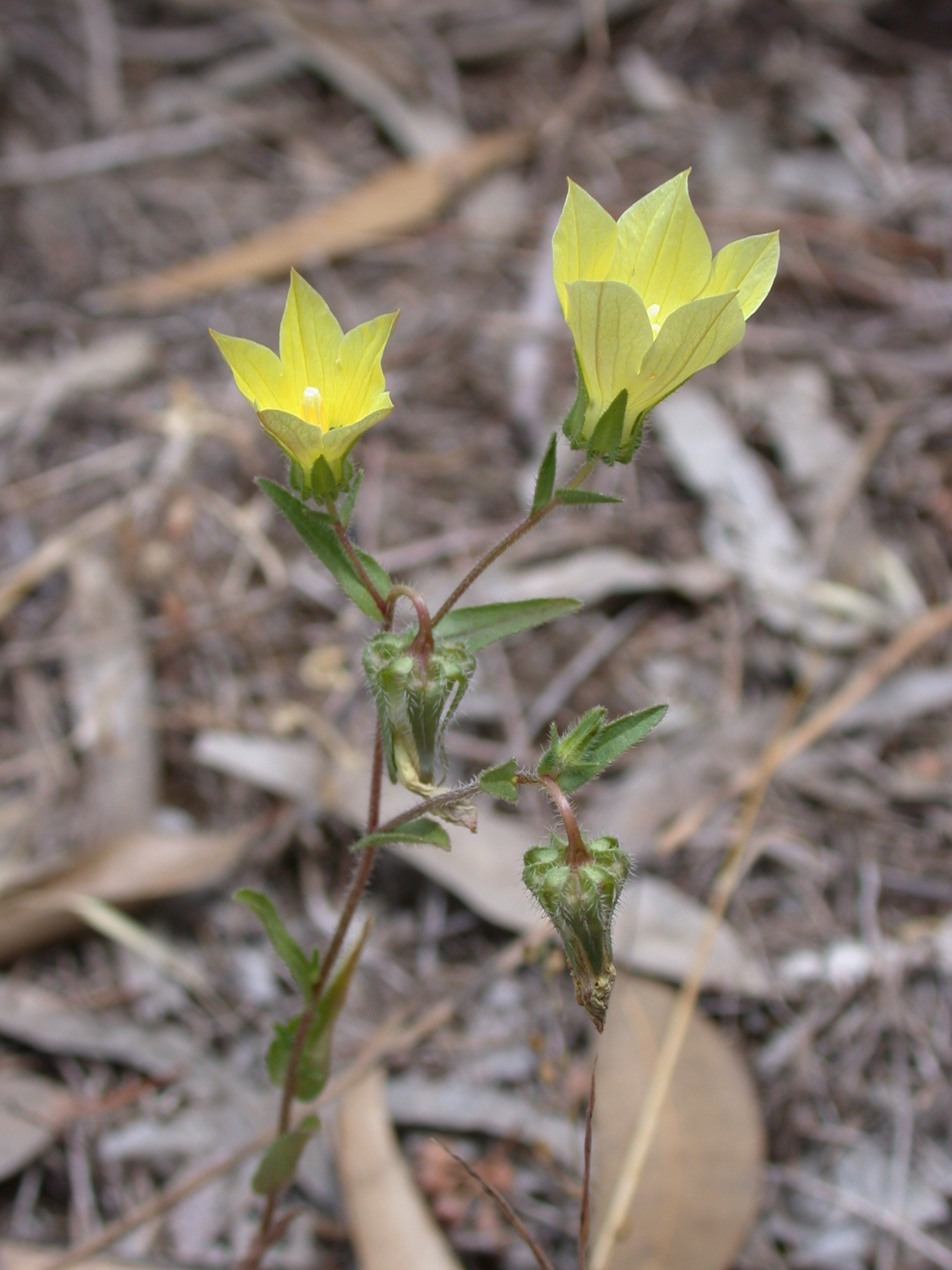
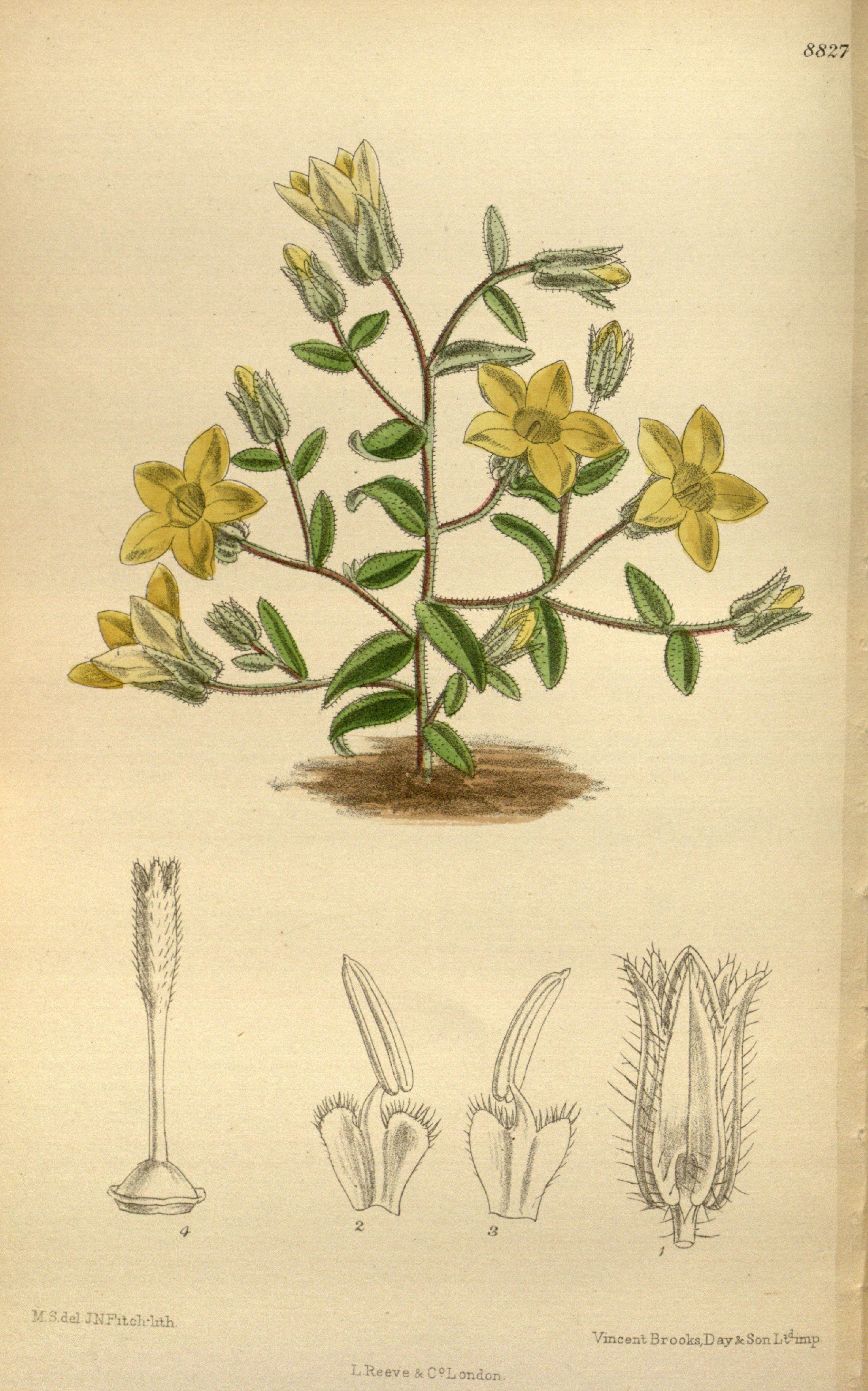